# (32504) 2001 HP8
(32504) 2001 HP8 est un objet de la ceinture principale d'astéroïdes intérieure découvert en 2001.

## Description
(32504) 2001 HP8 a été découvert le 21 avril 2001 à l'observatoire Magdalena Ridge, situé dans le comté de Socorro, au Nouveau-Mexique (États-Unis), par le projet Lincoln Near-Earth Asteroid Research (LINEAR).

### Caractéristiques orbitales
L'orbite de cet astéroïde est caractérisée par un demi-grand axe de 1,95 ua, un périhélie de 1,73 ua, une excentricité de 0,11 et une inclinaison de 23,91° par rapport à l'écliptique. Du fait de ces caractéristiques, à savoir un demi-grand axe inférieur à 2 ua et un périhélie supérieur à 1,666 ua, il est classé, selon la JPL Small-Body Database, objet de la ceinture principale d'astéroïdes intérieure.

### Caractéristiques physiques
(32504) 2001 HP8 a une magnitude absolue (H) de 15,3 et un albédo estimé à 0,248.